# Sodoma e Gomorra (Proust)
Sodoma e Gomorra (Sodome et Gomorrhe) è il quarto volume dell'opera di Marcel Proust Alla ricerca del tempo perduto (À la recherche du temps perdu).
Questo volume, l'ultimo dell'opera ad essere stato edito quando l'autore era ancora in vita, è stato pubblicato dall'editore Gallimard in due parti, di cui la prima, intitolata Sodoma e Gomorra I venne pubblicata nel 1921 nello stesso volume che conteneva I Guermantes (tomo 2), e la seconda, intitolata Sodoma e Gomorra II, nel 1922.

## Tematiche
Sodoma e Gomorra prende il nome dalle due città che, secondo il racconto biblico, vennero distrutte per volontà divina, a causa dell'empietà dei comportamenti omosessuali dei loro abitanti. 
Tra i vari volumi ci sono dei temi ricorrenti, che sono: il tempo e la memoria, dunque il racconto da parte dell'autore di esperienze autobiografiche. Ma rispetto agli altri volumi, in questo viene data particolare importanza al tema dell'omosessualità, che è stato già affrontato nel volume precedente e sarà comunque affrontato anche in alcuni dei volumi successivi.

## Trama
Cresce la gelosia per Albertine: Marcel prima sembra volerla lasciare e poi volerla sposare.
Il primo tomo del quarto volume inizia con l'ultima apparizione nell'opera del signor Swann, il quale è affetto da una malattia incurabile. 
Al momento i protagonisti dell'opera si trovano, non più a Parigi, ma a Balbec e proprio qui continuano le vicende amorose di due coppie: da una parte, Marcel e Albertine, dall'altra, il barone di Charlus ed il violinista Morel.
Nel secondo tomo, il narratore riesce a superare il grande dolore causatogli dalla morte della nonna, che era stata per lui un importante punto di riferimento. Sarà proprio il ricordo di lei a spingerlo ad abbandonarsi ad Albertine. Così la loro storia d'amore sboccerà e proseguirà bene fino a quando il narratore non farà una scoperta per lui sconvolgente. Marcel scoprirà che Albertine ha avuto dei rapporti omosessuali con la signorina Vinteuil e, alla luce di ciò, deciderà di ritornare con l'amata a Parigi.

## Edizioni

### Traduzioni italiane
Oggi le edizioni di riferimento di questo volume sono considerate quelle di Einaudi, a cura di Mariolina Bongiovanni Bertini, con la traduzione di Elena Giolitti, e quella di Mondadori, con il testo tradotto da Giovanni Raboni e la cura di Luciano De Maria.
- 1950 (e 1961), Elena Giolitti, Einaudi
- 1988, Maria Teresa Nessi Somaini, Rizzoli
- 1989 (e 1998), Giovanni Raboni, Mondadori
- 1990, Giovanni Marchi, Orsa Maggiore, poi Newton Compton